# Библиотекарь: В поисках копья судьбы
«Библиотекарь: В поисках копья судьбы» (англ. The Librarian: Quest for the Spear) — приключенческий фильм студии TNT, Electric Entertainment и Apollo ProScreen, первая часть серии фильмов Питера Уинтера о Библиотекаре с Ноа Уайли в главной роли. Мировая премьера состоялась 5 декабря 2004 года.

## Сюжет
Флинн Карсен имеет 22 высших образования и не может ничего, кроме как учиться. Мать Флинна постоянно заботится о сыне, мечтая устроить его личную жизнь. Его выгоняют из университета, и он отправляется искать работу. Он приходит в огромную таинственную библиотеку, демонстрирует удивительные способности, и из сотен кандидатов выбирают именно его. Он узнает, что библиотекарь здесь — это не просто профессия, а сущность. Он должен стать хранителем исторических и магических предметов, хранящихся в секретной части библиотеки. Флинн узнаёт, что предыдущий библиотекарь был убит. Его работодателем и учителем становится мудрый Джадсон.
Из Нью-Йоркской публичной библиотеки похищен магический артефакт, именуемый Копьём Судьбы, точнее, его часть. Копьё разделено на три части, которые рассредоточены по миру. Известно, что одна из них принадлежала Гитлеру. Теперь за остальными частями охотится таинственное Змеиное братство. Флинн как новый Библиотекарь должен найти все части копья и не дать злодеям себя опередить. Единственное, что может ему помочь, это его собственный незаурядный ум и книга, написанная на древнем птичьем языке, никем до этого не переведённая.

Кадр из фильма.

В самолёте на Флинна нападают члены братства, и его спасает Николь, знакомая с прежним библиотекарем и влюблённая в него. Она винит себя в его смерти. Вместе с Флинном они прыгают из самолёта и оказываются посреди амазонских лесов, полных опасностей.
Вслед за ними приземляются члены змеиного братства и отправляются на поиски. Они хотят добыть книгу, находящуюся у Флинна.
Вместе они преодолевают препятствия на пути к копью, перебираясь через пропасть по ветхому мосту и прыгая с обрыва в воду. Флинн и Николь встречают племя аборигенов, говорящих по-португальски и почитающих его как библиотекаря. Змеиное братство настигает их и нападает на деревню. Они убегают и находят древний храм майя, в котором, по легенде, хранятся сокровища, в том числе и копьё. Они проваливаются сквозь землю у входа и попадают в погребальную камеру майя, выйти из которой могут лишь те, кто разгадает её тайну. Флинн успешно справляется с этой задачей. Преодолев ловушки, они добираются до копья, но их хватает братство, предводителем которого оказывается предыдущий библиотекарь Уайлд, инсценировавший свою смерть. Он не может убить Флинна, потому что только он может перевести написанное в книге.
За третьей частью библиотекарь и братство отправляются в мистическую страну Шангри-Ла. Прежде чем найти её, им предстоит пройти новую серию испытаний. В храме они получают последнюю часть копья, храм разрушается, и Николь и Флинн сбегают от братства.
Флинн и Николь останавливаются в гостинице. Они наконец после стольких приключений осознают взаимные чувства и проводят вместе ночь. На утро Уайлд похищает Николь и копьё. С помощью копья он рассчитывает получить вечную жизнь, а Николь он берёт в качестве трофея. Члены братства связывают Николь и затыкают ей рот кляпом. На утро Флинн обнаруживает пропажу как напарницы, так и копья и обращается за помощью к Джадсону. Вместе они находят место ритуала. Уайлд открывает дверь в пирамиду — ворота вечной жизни, желая получить силу жизни и смерти. Он заходит в пирамиду с копьём и одним из восторженных подручных. Туда же его верная помощница Лана притаскивает связанную Николь. С помощью Копья Уайлд забирает жизнь и силы у одного из своих подручных и собирается сделать то же самое с Николь, которая отказалась ему служить. Флинн спасает её, дав отпор Уайлду. Он вытаскивает Николь из пирамиды и освобождает её. Джадсон проявляет героизм и неожиданную силу и ловкость, победив в одиночку членов братства. После этого Флинн сражается с Уайлдом за Копьё, а Николь — с Ланой за Флинна, которая, восхищаясь его героизмом, предлагает ему вместе с ней использовать копьё. Они активируют ловушку, и пирамида рушится. Уайлда раздавливает упавшая верхушка пирамиды. Копьё остаётся в его руке.
Флинн, Николь и Джадсон возвращаются в библиотеку. Дальнейшая история библиотекаря раскрывается во второй и третьей частях трилогии.

## В ролях
| Актёр               | Роль             |
| ------------------- | ---------------- |
| Ноа Уайли           | Флинн Карсен     |
| Соня Уолгер         | Николь Нун       |
| Боб Ньюхарт         | Джадсон          |
| Кайл Маклахлен      | Эдвард Уайлд     |
| Келли Ху            | Лана             |
| Дэвид Дайан Фишер   | Родес            |
| Джейн Куртин        | Шарлин           |
| Олимпия Дукакис     | Марджи Карсен    |
| Лиза Бреннер        | Дебра            |
| Марио Иван Мартинес | профессор Харрис |

## Интересные факты
- Слоган фильма :

«Intelligence can only get you so far when you have to save the world.» (Когда тебе нужно спасти мир, одного интеллекта недостаточно.)
«He didn’t want to be a hero. He only wanted a job.» (Он не хотел быть героем. Он просто хотел найти работу.)
- Основные сцены фильма снимались в Мехико, Мексика.
- Премьера фильма в мире состоялась 5 декабря 2004, релиз на DVD — 16 июля 2009.
- В реконструкции пирамиды Хеопса в музее есть грубые исторические ошибки: парадного входа в гробницу не существовало (единственный надземный ход на уровне нескольких метров от основания был тщательно замаскирован кладкой, заупокойный храм располагался не внутри пирамиды, а недалеко от неё, поэтому никакого колонного зала в ней быть не может, вершина пирамиды — мифический холм бен-бен — не имела под собой никаких вертикальных шахт или проходов (лишь два узких диагональных тоннеля выходят на поверхности граней пирамиды), надписей в гробницах фараонов IV династии (к которым и относится Хеопс или Хуфу) не встречается.

## Сиквелы
Вторая часть трилогии — «Библиотекарь 2: Возвращение в Копи Царя Соломона», вышла 3 декабря 2006 года. На DVD она появилась 19 декабря. Третья часть трилогии — «Библиотекарь: Проклятие чаши Иуды» — вышла 7 декабря 2008.